# Amphigouri
L’amphigouri (substantif masculin) est une figure de style consistant en un discours, texte ou dessin tarabiscoté, volontairement obscur ou inintelligible à visée burlesque. L'origine étymologique du mot n'est pas connue, il a pu être forgé, à l'image de son objet, de manière à imiter un mot savant pour le détourner. Par extension, on l'utilise pour qualifier un texte involontairement confus et incohérent, ce qui est alors péjoratif. L'amphigouri est proche du galimatias ou du phébus.

## Exemples
« Chérie,
La carence affective consécutive à ta désescalade a complètement perturbé les connexions qui régissent les cantons de mon champ perceptif ! Je suis en état de déréliction, plongé dans un autisme frisant la prostration Schizoïde !... » — Robert Beauvais, L'Hexagonal tel qu'on le parle.
Traduction : « Chérie, j'ai ressenti ta froideur comme un abandon, cela m'a fortement perturbé et me voilà malade de solitude. »
L’amphigouri est ici une manière de s'exprimer brillante, sophistiquée, mais inintelligible pour le grand nombre, en raison du vocabulaire choisi et de la tournure grammaticale compliquée.

Il peut même être totalement dépourvu de sens véritable. La réplique comiquement incompréhensible du Sganarelle du Médecin malgré lui de Molière, faux docteur qui mystifie le barbon Géronte en lui tenant une apparence de discours scientifique sur la maladie de sa fille, est un exemple de verbiage amphigourique :

« Or ces vapeurs dont je vous parle, venant à passer, du côté gauche où est le foie, au côté droit où est le cœur, il se trouve que le poumon, que nous appelons en latin armyan, ayant communication avec le cerveau que nous nommons en grec nasmus, par le moyen de la veine cave, que nous appelons en hébreu cubile, rencontre en son chemin lesdites vapeurs qui remplissent les ventricules de l'omoplate; et parce que lesdites vapeurs...comprenez bien ce raisonnement, je vous prie; et parce que lesdites vapeurs ont une certaine malignité...Ecoutez bien ceci, je vous conjure (...) Ont une certaine malignité qui est causée...Soyez attentif, s'il vous plaît.(...) Qui est causée par l'âcreté des humeurs engendrées dans la concavité du diaphragme, il arrive que ces vapeurs...Ossabandus, nequeis, nequer, potarinum, quipsa, milus. Voilà justement ce qui fait que votre fille est muette. »

— Molière, Le Médecin malgré lui, acte II, scène VI

## Définition

### Définition linguistique
L'amphigouri est une accumulation d'idées ou d'arguments telle qu'elle produit un discours obscur voire incohérent ou confus, défaut éventuellement aggravé par un vocabulaire abscons ou impropre. On parle alors de discours amphigourique.
L'amphigouri se dévoile par l'utilisation de figures de construction, principalement des hypotaxes, polysyndètes ou asyndètes, juxtapositions ; mais aussi par des métaphores, hyperboles ou des litotes plus ou moins pertinentes.
Par ailleurs, le terme "amphigouri" désigne en poésie  une «petite pièce parodique écrite en galimatias, dans laquelle sont reproduites les rimes d'un morceau que l’on veut pasticher.». Poétique et burlesque, le vers amphigourique s’oppose à toute forme de logique.

### Définition stylistique
L'amphigouri vise, s'il est volontaire, un effet burlesque, il a alors valeur parodique : il s'agit le plus souvent de travestir un discours sérieux en un discours trivial et incompréhensible. Le but peut être également ironique, dans l'objectif d'égarer délibérément l'interlocuteur.
S'il est involontaire, il manifeste l'ignorance et la prétention ou pire, l'esprit confus et divagant de celui qui le produit, et se rapproche alors de la logorrhée ou du verbiage.
Bien qu'en apparence opposé, l'amphigouri est assez proche également, du point de vue de l'effet recherché, du cliché et du lieu commun : le contraste entre la forme alambiquée et la banalité concrète du sens qu'elle vise à traduire souligne l'inexistence de la moindre originalité.

### Genres concernés
Tous les genres littéraires sont concernés et en particulier celui de l'argumentation. L'art oratoire fournit donc un nombre important de discours amphigouriques.

## Historique de la notion
L'origine du terme est mystérieuse. Il est en usage au moins depuis le XVIIIe siècle. Le Dictionnaire de l'Académie de 1778 est le premier à proposer l'entrée sous la graphie amfigouri. Mais au début du XIXe siècle, l'orthographe française se fixe et, contrairement aux autres pays romans, c'est le courant étymologiste qui prévaut et non pas phonétique. La graphie modifiée "amphi-" résulte manifestement de la volonté de rapprocher le mot de la racine grecque amphi signifiant « des deux côtés » ou « tout autour » et de lui conférer ainsi un aspect savant.
Le Dictionnaire de la Langue Française en 7 volumes d'Emile Littré (édition 1873) indique donc l'hypothèse étymologique suivante : ἀμφὶ, des deux côtés, et γῦρος, cercle ; ce qui aurait donné amphigyri (littéralement "qui tourne - savamment - autour du pot"). Elle serait valide si la lettre grecque Y upsilon, qui  se prononce /u/ et qui est l'ancêtre des lettres Ʊ, U, V, W et Y de l'alphabet latin, avait été transcrite selon la phonétique en "ou". Mais Emile Littré doute que la finale gouri puisse résulter d'une telle évolution. Quant aux autres dictionnaires, ils se bornent à indiquer "étymologie inconnue".